# Клан Уимс
Клан Уимс (также встречается Уэмисс, Уимсс; шотл. — Clan Wemyss) — один из кланов равнинной части Шотландии (Лоуленд).
- Девиз клана: Je pense — Я думаю (фр.)
- Вождь клана: Майкл Уимс (шотл. — Michael Wemyss)[1]
- Резиденция вождей клана: Замок Уимс (шотл. — Wemyss Castle)

## История клана Уимс

### Происхождение клана Уимс
Название клана Уимс происходит от гэльского слова уайм — uaimh — пещера. Пещера у Ферт-оф-Форта находится на земле клана, возле замка, где находилась резиденция вождей клана. Замок Уимс, который стоит на земле Файф, был резиденцией вождей клана Уимс, начиная с XII века. Вожди клана Уимс являются одними из тех благородных шотландских семей, которые происходят от кельтов из клана Макдафф и графов (мормэров) Файф.
Сэр Майкл Уимс вместе со своим братом, сэром Дэвидом Уимсом, был отправлен в Норвегию, чтобы вернуть малолетнюю королеву Маргарет («Норвежскую Деву») в 1290 году.

### XIV век — Война за независимость Шотландии
Сэр Майкл Уимс присягнул на верность королю Англии Эдуарду I Длинноногому в 1296 году, как и большинство вождей шотландских кланов. Но затем вождь клана Уимс поднял свой клан на борьбу за независимость Шотландии и стал под знамёна Роберта Брюса, будущего короля Шотландии. Во время войны замок Уимс был разграблен и разрушен английскими войсками. В 1315 году Майкл Уимс был свидетелем актов и законов короля Шотландии Роберта Брюса, ставя свою подпись под этими документами. Сын Майкла Уимса — сэр Дэвид Уимс — был среди тех шотландских вождей кланов, кто поставил свою печать под знаменитой Арбротской декларации о независимости Шотландии в 1320 году. Сэр Дэвид был одним из гарантов освобождения короля Шотландии Давида II Брюса из английского плена. Он был одним из заложников вместе со своим сыном как гарант выплаты выкупа Шотландией за освобожденного из английского плена короля.

### XV—XVI века — Войны кланов и англо-шотландская война
В 1513 году вождь клана Уимс — сэр Дэвид де Уимс — был убит в битве при Флоддене. Его внук — сэр Джон Уимс — воевал под знаменами графа Аррана и принимал участие в битве при Пинки в 1547 году.
Джон Уимс был важным союзником шотландской королевы Мария Стюарт, и именно в замке Уимс Мария Стюарт впервые встретилась со своим будущим мужем Генри Стюартом, лордом Дарнли. Сэр Джон Уимс стал лейтенантом Файфа, Кинросса и Клакманнана в 1559 году. Он повел своих людей под знаменами королевы Марии в битве при Лангсайде в 1568 году.

### XVII—XVIII века
Джон Уимс (1586—1649) был посвящен в рыцари в 1618 году и получил титул баронета Новой Шотландии в 1625 году. Он получил грамоту на владение баронством Новый Уэмисс в Канаде. Позже он получил титул графа Уимса и грамоту лично от короля Карла I Стюарта на владение землями Данфермлин. Джон Уимс был членом Тайного совета, верховным комиссаром Генеральной Ассамблеи Церкви Шотландии, и одним из депутатов комитета состояний. Джон Уимс умер в 1649 году, и ему наследовал его единственный сын, Дэвид Уимс, 2-й граф Уимс (1610—1679). Он всю жизнь занимался своими поместьями, землями, доходами, в частности, добычей соли и угольными шахтами. Он также построил большую гавань Метил в Файфе и значительно расширил замок Уимс, где он принимал короля Карла II Стюарта в 1650 и 1651 годах. Дэвид Уимс скончался в 1679 году. Его сын умер еще раньше, и имение унаследовала дочь — Маргарет Уимс, 3-я графиня Уимс (1659—1705). Маргарет вышла замуж за своего двоюродного брата Джеймса Уимса, лорда Бернтайленда. Их сын Давид Уимс, 4-й граф Уимс (1678—1720), унаследовал титул и имения в 1705 году.
Дэвид Уимс, 4-й граф Уимс, был номинирован как один из организаторов Договора об унии с Англией. В 1707 году он стал вице-адмиралом Шотландии.
Джеймс Уимс, 5-й граф Уимс (1699—1756), женился на наследнице полковника Френсиса Чарльза Чартериса (1675—1732). Во время восстания якобитов в 1745 году старший сын 5-го графа — Дэвид Уимс, лорд Элхо (1721—1787), присоединился к якобитам и их лидеру — Карлу Эдуарду Стюарту в Эдинбурге. Лорд Элхо сопровождал Стюарта и принимал участие в битве при Каллодене в 1746 году. Потом он бежал во Францию и сопровождал Карла Эдварда Стюарта в Париже. В это время в Великобритании он был признан виновным в государственной измене, а его поместья были конфискованы в пользу короны. Он умер в Париже в 1787 году. То, что осталось от имений и имущества Джеймса Уимса, наследовал его второй сын 5-го графа, Фрэнсис Уимс (1723—1808), который изменил свою фамилию на девичью фамилию матери — Чартерис. Именно от Фрэнсиса происходят нынешние графы Уимс и нынешний вождь клана Уимс. Тем временем титул вождя клана Уимс и имения в Файфе были переданы третьему сыну 5-го графа Уимса — Джеймсу Уимсу (1726—1786), который женился на леди Элизабет Сазерленд из клана Сазерленд в 1757 году.

### ХІХ — XX века
Правнук Джеймса Уимса, Джеймс Хэй Эрскин Уимс (1829—1864), женился на Августе Анне Миллисент (1831—1895), дочери Джона Кеннеди-Эрскина и леди Августы Гордон (1803—1865), внебрачной внучке короля Великобритании Вильгельма IV. Их внук, Джон Майкл Эрскин-Уимс (1888—1982), женился на леди Виктории Александрине Виолетте Кавендиш-Бентинк (1890—1994), дочери Уильяма Кавендиша-Бентинка, 5-го герцога Портленда, и последней крестнице королевы Великобритании Виктории.

## Замки клана Уимс
- Замок Уимс (шотл. — Wemyss Castle) — расположен в Файфе. Резиденция вождей клана Уимс[2].
- Замок Элхо (шотл. — Elcho Castle) — принадлежит лорду Элхо из клана Уимс.

## Вождь клана Уимс
В 2011 году Майкл Джеймс Уимс, вождь клана Уимс (род. 1947), вступил в брак с Шарлоттой Мэри Бристоу, дочерью полковника Ройла Бристоу из Иклтона.

## Септы клана Уимс
Elcho, Vemis, Vemys, Vemyss, Veymis, Weemes, Weems, Weemyss, Weimes, Weimis, Weims, Weimys, Wemes, Wemeth, Wemis, Wemise, Wems, Wemyes, Wemys, Wemyss, Wemysse, Weymes, Weymis, Weyms, Whymes, Whyms, Wymes, Wymess, Whims.